# Коктал (блюдо)
Кокта́л (каз. Көктал) — рыба горячего копчения с овощами. Блюдо казахской кухни и кухни других народов Центральной Азии.

## Технология приготовления
Приготовление
Особенностью приготовления является то, что чешую не чистят, а саму рыбу разрезают по хребту и раскрывают как книгу, укладывая её на решетку наружной частью. На внутреннюю, развернутую часть укладывают тонко нарезанные овощи (например, лук, помидоры), картофель размещается целиком вокруг рыбы. Для копчения используется «коктальница», применяются веточки (или опилки) яблони.
Ингредиенты
Чаще используется крупная рыба весом 3—5 кг, например сазан и различные овощи: картофель, помидоры, лук.

## Этимология названия и история
Слово «коктал» в переводе с казахского — ива. В прошлые времена рыба коптилась будучи уложенной или нанизанной на ветки ивы. Было одним из распространенных блюд у казахов, проживавших на берегах Балхаша, рек Или́, Иртыш, Урал.